# Viola allchariensis
Viola allchariensis  (лат.) — вид двудольных растений рода Фиалка (Viola) семейства Фиалковые (Violaceae). Впервые описан австрийским ботаником Гюнтером Беком в 1894 году.

## Распространение
Данные по ареалу разнятся. Согласно одним данным, Viola allchariensis — эндемик Северной Македонии, известный из центральной части этой страны неподалёку от рудника Алшар; по другой информации ареал растения шире, и включает в себя страны бывшей Югославии, Албанию и Грецию.

## Ботаническое описание
Цветки размером 2,2—3 см, тёмно-фиолетового цвета.
Цветёт с апреля по октябрь.
Число хромосом — 2n=20.